# سازمان نوسازی، توسعه و تجهیز مدارس کشور
سازمان نوسازی، توسعه و تجهیز مدارس کشور یک سازمان دولتی زیرمجموعه‌ی وزارت آموزش و پرورش است که در سال ۱۳۵۴ با تصویب دو مجلس به‌منظور احداث، توسعه، ترمیم و نوسازی ساختمان مدارس، تهیه‌ی لوازم و تجهیزات مورد نیاز آن‌ها و نیز تعیین معیارها و استانداردهای مطلوب فضاهای آموزشی و پرورشی تشکیل شد. این سازمان دارای شورایی به ریاست وزیر آموزش و پرورش است. رئیس این سازمان، معاون عمرانی وزیر آموزش و پرورش محسوب می‌شود.

## ساختار سازمانی
این سازمان دارای سه معاونت به شرح زیر است:
- معاونت فنی و نظارت
- معاونت توسعه مدیریت و پشتیبانی
- معاونت برنامه‌ریزی و توسعه مشارکت‌ها[۴]

هم‌چنین ادارات کل نوسازی، توسعه و تجهیز مدارس در  استان‌های کشور به‌عنوان زیرمجموعه‌ی این سازمان مشغول به فعالیت هستند. اداره کل نوسازی، توسعه و تجهیز مدارس هر استان به‌عنوان یکی از سه اداره کل مستقل زیر نظر وزارت آموزش و پرورش در کنار اداره کل آموزش و پرورش و اداره کل کانون پرورش فکری کودکان و نوجوانان فعالیت می‌کند.

## رئیسان سازمان
- جلیل حبیب‌اللهیان (۱۳۷۱– ؟)
- حسن بنیانیان (۱۳۷۶–۱۳۷۱)
- حبیب‌الله بوربور (۱۳۸۰–۱۳۷۶)
- سید محمدعلی افشانی (۱۳۸۴–۱۳۸۰)
- حبیب‌الله بوربور (۱۳۸۷–۱۳۸۴)[۵]
- مرتضی رئیسی (۱۳۹۵–۱۳۸۷)[۶]
- محمدتقی نظرپور (۱۳۹۶–۱۳۹۵)[۷]
- مهرالله رخشانی‌مهر (۱۴۰۱–۱۳۹۶)[۸]
- حمیدرضا خان‌محمدی (۱۴۰۱) (سرپرست)[۹]
- حمیدرضا خان‌محمدی (تاکنون–۱۴۰۱)[۱۰]